# Верхомій Тихон Григорович
Тихон Григорович Верхомій (нар. 9 травня 1917 — 3 травня 1943) — радянський військовий льотчик, у роки німецько-радянської війни командир армійської ескадрильї № 440 при 61-й армії, майор.

## Біографія
Народився 9 травня 1917 р. в с. Підлісний Олексинець (зараз Городоцького району Хмельницької області України). Українець
У 1938 році закінчив Вінницьку педагогічну школу з відзнакою і був призваний на військову службу, яку проходив у м. Сталіно. Пройшовши курс навчання в аероклубі міст Вінниці та Одеси, працював військовим інструктором з підготовки льотчиків. Там його у званні лейтенанта І застала німецько-радянська війна. Служив в авіації, спочатку командиром авіаланки, а потім — командиром ескадрильї.
Т. Г. Верхомій тісно співпрацював з партизанським рухом. В червні 1942 року переправив через лінію фронту на літаку «У-2» і викинув на парашуті перших партизан-розвідників, організаторів прийому літаків в тилу противника.
На момент останнього нагородження орденом Червоного Прапора у нагородному листі від 24 квітня 1943 року вказувалось, що капітан Т.Верхомій особисто здійснив 71-у посадку в тилу ворога на випадкових лісових майданчиках, перевіз особисто 71-го партизана до тилу. Вивіз назад поранених, хворих і полонених 35 чоловік. Також було відмічено, що капітан верховій навчив десятки партизан стрибкам з парашутом, підготував людей до прийому літаків, вибору майданчиків. Особисто провів у партизанському загоні близько 10 днів. Вчасно і безперебійно доставляв партизанам бойову техніку, зброю, поповнення особового складу, продовольство та вивозив поранених із партизанських загонів незалежно від умов. Цим він забезпечив виконання 28 диверсій і пуск під укіс 24 військових ешелонів на залізницях.
Ескадрилья під керівництвом Т. Г. Верхомія здійснила 168 посадок до тилу противника, переправила через лінію фронту 220 партизан, вивезла назад 84 чоловіка, скинула вантажів 12,950 кг.
Останній бойовий виліт майора Т. Г. Верхомія в тил ворога відбувся першого травня, в період проведення фашистами каральної операції проти партизанів і став для нього трагічним. Він добровільно зголосився летіти на допомогу до партизанів які вели бої біля села Палькевичі. Під час приземлення у непридатних умовах літак Верхомія зачепився і пошкодив шасі, повернутись без повноцінного ремонту вже не було можливим. Було прийнято рішення, що Верхомій з групою партизан піде в сторону Березового болота і підготує майданчик для посадки іншого літака. У селища Березове партизан виявив противник. Зав'язався нерівний бій, в якому загинули кілька людей, в тому числі і командир ескадрильї майор Верхомій. Після звільнення території Лівненського району Орловської області від німецьких загарбників останки Т. Г. Верхомія та інших воїнів було знайдено в лісі та поховано в сквері Танкістів — у центрі міста Орла.
На могилі Верхомія Тихона Григоровича споруджено пам'ятник-погруддя в Меморіальному комплексі Крестительського військового кладовища міста Орла.
У музеях міста (області) експонуються його особисті речі: годинник з літака, льотна куртка, вирізки з газети, книги та ін. Його іменем названо школу у м Лівни, школу № 17 м. Орла.